# آناتولی پورخونوف
آناتولی پورخونوف (روسی: Анатолий Николаевич Порхунов؛ ۲۸ ژوئیهٔ ۱۹۲۸ – ۱ ژوئن ۱۹۹۲) بازیکن فوتبال اهل اتحاد جماهیر سوسیالیستی شوروی بود.
از باشگاه‌هایی که در آن بازی کرده‌است می‌توان به باشگاه فوتبال زسکا مسکو و باشگاه فوتبال لوکوموتیو مسکو اشاره کرد.
وی به‌همراه تیم ملی فوتبال شوروی به مقام قهرمانی فوتبال در بازی‌های المپیک تابستانی ۱۹۵۶ دست پیدا کرده‌است.